# Феофан (Чарнуцкий)
Епископ Феофан (в миру Феодор Чарнуцкий; около 1710 — 1 июля 1773) — епископ Русской православной церкви, епископ Нижегородский и Алатырский (1753—1773).

## Биография
Происходил из древнего малороссийского казацкого рода Чарнуцких. Родился около 1710 года в Чарнухах, или Чернухах.
Получил домашнее воспитание, затем обучался около 1732 года в Киевской духовной академии. В августе 1735 года он был определен учителем в Славяно-греко-латинская академия; в январе 1740 года пострижен в монашество; в 1742 году определён учителем пиитики, но в ноябре того же года отстранён от должности и направлен в Киев.
В следующем году он был назначен игуменом серпуховского Владычного монастыря; в октябре 1743 года упоминался как игумен угрешский; в 1744 году — казначей Троице-Сергиевой лавры и келарь с декабря 1745. С 25 сентября 1749 года — наместник лавры.
В 1753 году открылось вакантное архиерейское место в Нижегородской епархии, и на эту епископскую кафедру, по указу императрицы Елизаветы Петровны, определен был наместник игумен Феофан.
Из лавры он был вызван в Москву и здесь 14 марта 1753 года в Успенском соборе рукоположен в епископы.
В двадцатилетнее своё правление нижегородской епархией Феофан видел много перемен в ней и немало трудился над её устройством, не оставляя без внимания в то же время и просвещения инородцев. Он всячески старался, чтобы труды его предместников в обращении инородцев не оставались безрезультатными. По примеру Димитрия Сеченова и Вениамина Григоровича, Феофан имел у себя проповедников, знавших языки просвещаемых народов. Они доставляли ему сведения о новообращённых, требовали у него советов во всех затруднительных обстоятельствах и во всем поступали по правилам прежнего порядка. Но, несмотря на предосторожность Феофана, иноверцам случалось иногда обольщать крестившихся прежних своих братий. В этом случае и словом, и делом вооружался против них Феофан, писал особые наставления для неутверждённых в вере и рассылал их по епархии, убеждая, что вне церкви Божией нет спасения. Чтобы более просветить инородцев, Феофан не только предписывал духовенству наставлять их в правилах веры и благочестия, но и требовал в семинарию каждый год «троих из каждой иноверческой нации». Таким образом, в семинарии обучались и христиане из татар, мордвы, чуваш и черемис. Некоторые из них оставались в духовном звании, занимая приличные места и обращая к вере своих единоплеменников.
С заботами о просвещении иноверцев Феофан соединял и заботы об устройстве Нижегородской семинарии. Он её часто посещал, подавал благие наставления и принимал самое живое участие во всех нуждах её. Приобретая для неё всё более и более места и воздвигая новые здания, он в 1762 году построил семинарскую церковь вместо прежней, устроенной Димитрием Сеченовым. В начале своего управления Феофан открыл классы философии, которой хотя обучались со времен Димитрия Сеченова, но частным образом и без особенного для неё класса. Кроме того, при Феофане в первый раз началось преподавание французского языка, известного и самому епископу. После этого Феофан преобразовал управление семинарии, вверив её ректору. С Димитрия Сеченова семинарией управляли только префекты, а с 1772 года начали управлять ею ректоры. Лучших учеников Феофан отправлял в духовные академии и в Московский университет, когда этому представлялась какая-либо возможность. О таких учениках он заботился, сам посылая им всё нужное на содержание.
В 1771 году нижегородскую епархию постигла моровая язва. В эту тяжкую годину испытания Феофан принимал самое живое и деятельное участие.
После двадцатилетнего управления нижегородской епархией он 1-го июля 1773 года, согласно прошению, был уволен в Киево-Печерскую лавру, где когда-то был пострижен в монашество. На покое Феофан жил около семи лет.
8 марта 1780 года скончался и погребен в самой лавре.